# S/2003 J 9
S/2003 J 9是环绕木星运行的一颗卫星。它在2003年被由Scott S. Sheppard領導的夏威夷大學一個天文小組發現。

## 概述
S/2003 J 4的直徑約1公里，公轉軌道的平均半徑為23.858 Gm，公轉周期752.839日，軌道傾角165°，軌道離心率為0.276。